# 肝斑
肝斑 （かんぱん、Melasma, Chloasma）とは、皮膚にできる色素異常症の一つ。しみとも。形状が肝臓に似ていることからこの名がついた。顔の中心を軸に左右対称にできる。発症の平均年齢は30歳前後で女性に発生しやすく、妊娠や経口避妊薬はきっかけとなりやすいとされる。また抗がん剤など一部の内服薬も原因となると言われている。
一般医薬品の内服薬のトラネキサム酸に肝斑の適応症がある。外用薬ではハイドロキノンが伝統的に使われてきたが、安全性の懸念からアゼライン酸、トラネキサム酸、コウジ酸など多くの成分が使われている。医薬部外品の化粧品に「シミ・そばかすをふせぐ」という効能表示が承認されている。鍼治療も安全で有効とされる。レーザー、またIPLは悪化する場合があり最初の選択肢ではない。

## 症状
境界明瞭な斑で、眼の外側にできやすい。下顎、上口唇（鼻の下）にもできることがある。左右対称である。

### 疫学
アジア人やヒスパニックに多く平均年齢は約30歳、女性は男性より4倍の有病率があり、250人の女性では22%が妊娠、18%が経口避妊薬が原因になっていた。インドでの調査では、妊婦650人中64%に肝斑が生じた。肝斑は黒人では発生しない可能性がある。

## 原因
原因ははっきりと分かっていないとされるが、肝臓の機能は無関係である。
妊娠・経口避妊薬が誘引になったり、更年期にピルを内服中にあらわれることがある。閉経すると自然に治ることも多いことから、プロゲステロンなどの女性ホルモンが影響するといわれている。また、摩擦により憎悪する傾向があるとされ、顔をさわるクセのある人に出やすいとされる。洗顔やスキンケア、マッサージなどで顔を強く擦らないように注意したほうがよい。
経口避妊薬、ブレオマイシンやシクロホスファミドやプロカルバジンやドキソルビシン、ミノサイクリン、アミオダロン、ジドブジン、クロファジミン、クロルプロマジンといった医薬品が原因となることがあり服薬をやめるとゆっくり治っていくが、年単位の時間がかかる場合がある。

## 治療
妊娠中の肝斑はほとんどの場合、産後に解消する。
一般に下記のような治療と併用して日焼け止めが使われる。小規模な試験における、偽薬としての日焼け止めのみでも3か月後に「全体的な改善」を示した人は10%の割合であった（実薬で40%）。肝斑の治療は再発的な性質があり長期的になることがある。別のランダム化比較試験では、偽薬としての日焼け止めのみでは17%が悪化している。
内服薬では、トラネキサム酸配合錠で改善率は約60%、ビタミンC製剤で26.5%。日本ではトラネキサム酸「トランシーノ」が肝斑に適応を持つ第一類医薬品として、薬剤師のいる店舗で販売されている。またビタミンCは、皮膚色素沈着として診療報酬に収載されているが、他は自由診療となる。
外用薬では、2011年のレビューにおいてハイドロキノン、トレチノイン（ビタミンA）、アゼライン酸、コウジ酸、またグリコール酸によるケミカルピーリングに強い証拠（エビデンスIb）があり、Lアスコルビン酸（ビタミンC）、エラグ酸、トラネキサム酸がこれに次ぐ（エビデンスII）。日本の2015年のガイドラインでは、トレチノイン（エビデンスグレードA）では皮膚炎の副作用が高頻度とし、またハイドロキノン（グレードA）、ビタミンC（グレードB）とする。
ハイドロキノンの皮膚刺激性、経時変化といった懸念から、アゼライン酸、トラネキサム酸、コウジ酸、また多くの成分が使用されるようになった。医薬部外品の成分としては、化粧品で「メラニン生成を抑えシミ・そばかすをふせぐ」という効能表示が承認されているが、肝斑や老人性色素斑を対象に既に存在する色素沈着が改善したかを判定している。化粧品では治療をうたうことはできない。5%濃度（かなり少ない）のビタミンCは4%濃度（多い）のハイドロキノンより効果が劣っていたという研究がある。
イオン導入は、トラネキサム酸などが使われ成分浸透を促す。レビューでは2件の研究に言及された。導入に適したビタミンC誘導体（リン酸アスコルビルマグネシウム）では、蒸留水をイオン導入した顔半面より肝斑を緩和した。
中華人民共和国の伝統的な鍼治療では2015年の調査で、8件のランダム化比較試験が見つかり、トラネキサム酸内服薬、ビタミンC、20%濃度アゼライン酸、ハイドロキノン、ビタミンAや施術なしと比較されており、7件ではそれら従来の治療よりも優れ安全で有効だと考えられたが、研究条件が異なるため結合分析はできず、結論は導けなかった。
ケミカルピーリングでは、20-30%濃度のサリチル酸、30-40%濃度のグリコール酸、90%濃度の乳酸などに肝斑に効果を示した証拠がある。この濃度のサリチル酸と4%濃度のハイドロキノンとの差はないという研究があり、また別の研究ではトリクロロ酢酸はグリコール酸と同等だが、火傷などの副作用を起こすことがあった。
レーザーについて、2015年の日本のガイドラインは、炎症後色素沈着がほとんどの場合に起こり、「現状では肝斑に対するレーザー治療は確立した方法といえず、他の治療でうまくいかない難治性のものに限って治療対象とし〔ママ〕」としている。レーザーはほかの治療が失敗した場合の抵抗性の肝斑の治療選択肢だとされる。レーザーでは、肝斑の解消を促す可能性もあるが、刺激と炎症によって悪化と色素沈着のリスクがあるためその有用性は制限され、レーザーに適した肌タイプも存在し、理論的にはレーザーは外用薬やケミカルピーリングと併用でき、Nd:YAGレーザー（1064nm）はより安全で、Qスイッチルビーレーザー(694nm)は色素沈着には有効だが永久的な色素低下のリスクがある。QスイッチとNd：YAGレーザーの文献が多いが、決まった手順や必要な回数についての合意はまだ確立されておらず、1-2週間ごとに6-10回程度繰り返す。特にEr:YAGレーザーやCO2レーザーは悪化する可能性が高いため使用すべきではない。日本人を対象としピコ秒アレキサンドライトレーザー(755nm)をダウンタイムなしの治療として行った場合には、肝斑が改善した人の3倍の人数で肝斑の悪化または新たな肝斑の発生が見られ、国内外の研究はナノ秒QスイッチNd:YAGレーザーでもダウンタイムなしで治療する場合には肝斑が増悪したり難治性の白斑ができる危険性が指摘されている。
インテンス・パルス・ライト (IPL) は肝斑の最初の選択肢ではなく、悪化する場合があるため、最後の手段だと考えられる。
フラクショナルRFではすべての肌タイプに使用でき、肌の色調だけでなくシワやニキビ跡、たるみも改善する。2018年でも、研究が少なく有効性が判断できない。
プラセンタ（メルスモンの注射）が使われることがある。日本で長く使われているが、色素のメラニンを増加させるという報告もある。
PLエキス（フェーンブロック）では、21名でのランダム化比較試験で、日焼け止めと併用して3か月後に偽薬カプセルよりも改善されたとする人の割合が大きかった。
成分浸透のための併用
60名でのランダム化比較試験では、肝斑へのトラネキサム酸のマイクロインジェクションでは約35%に改善が見られ、1.5ミリのマイクロニードリングを施した面に同濃度のトラネキサム酸を塗布した方が約44%であった。20名で顔の半面にルシノールを塗布、もう半面には2ミリのマイクロニードリングを施した上で塗布し、1か月ごとに全2回行い、追加して家庭では0.13ミリのローラーを使用して塗布し、2か月後施術を施した面の方が改善を示した。また顔半面で2ミリのダーマペン（マイクロニードリングの機器の種類）を使い、もう半面でマイクロインジェクションを使い多血小板血漿 (PRP) を送達した初の試験では、肝斑は改善されたが両面での違いは有意ではなかった。

## 関連項目

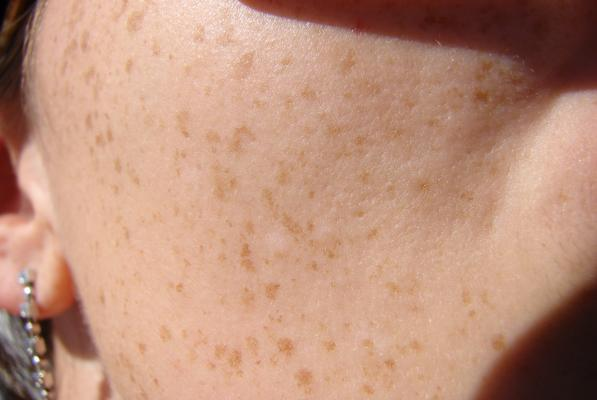
雀卵斑（そばかす）